# Campeonato Mundial de Biatlón de 2003
El XXXIX Campeonato Mundial de Biatlón se celebró en la localidad de Janti Mansisk (Rusia) entre el 15 y el 23 de marzo de 2003 bajo la organización de la Unión Internacional de Biatlón (IBU).

## Resultados

### Masculino
| Evento                        | Oro                                                                          | Plata                                                                                       | Bronce                                                                                         |
| ----------------------------- | ---------------------------------------------------------------------------- | ------------------------------------------------------------------------------------------- | ---------------------------------------------------------------------------------------------- |
| 10 km velocidad (15.03)       | Ole Einar Bjørndalen · Noruega · 26:52,1                                     | Ricco Groß · Alemania · 27:42,8                                                             | Zdeněk Vítek · República Checa · 27:45,0                                                       |
| 20 km individual (19.03)      | Halvard Hanevold · Noruega · 53:39,4                                         | Vesa Hietalahti · Finlandia · 55:04,1                                                       | Ricco Groß · Alemania · 55:05,3                                                                |
| 12,5 km persecución (16.03)   | Ricco Groß · Alemania · 37:37,4                                              | Halvard Hanevold · Noruega · 37:49,4                                                        | Paavo Puurunen · Finlandia · 38:33,7                                                           |
| 15 km salida en grupo (23.03) | Ole Einar Bjørndalen · Noruega · 40:49,7                                     | Sven Fischer · Alemania · 41:38,8                                                           | Raphaël Poirée Francia 41:54,0                                                                 |
| Relevos 4 × 7,5 km (21.03)    | Alemania · Peter Sendel · Sven Fischer · Ricco Groß · Frank Luck · 1:18:38,0 | Rusia · Viktor Maigurov · Pavel Rostovtsev · Serguei Rozhkov · Serguei Chepikov · 1:18:45,3 | Bielorrusia · Alexei Aidarov · Vladimir Drachov · Rustam Valiulin · Oleg Ryzhenkov · 1:18:59,2 |

### Femenino
| Evento                          | Oro                                                                                               | Plata                                                                                       | Bronce                                                                               |
| ------------------------------- | ------------------------------------------------------------------------------------------------- | ------------------------------------------------------------------------------------------- | ------------------------------------------------------------------------------------ |
| 7,5 km velocidad (15.03)        | Sylvie Becaert Francia 23:46,3                                                                    | Olena Petrova · Ucrania · 24:13,2                                                           | Kateřina Holubcová · República Checa · 24:19,0                                       |
| 15 km individual (18.03)        | Kateřina Holubcová · República Checa · 48:28,4                                                    | Olena Zubrylova · Bielorrusia · 48:36,4                                                     | Gunn Margit Andreassen · Noruega · 49:05,9                                           |
| 10 km persecución (16.03)       | Sandrine Bailly · Francia · Martina Glagow · Alemania · 35:15,6                                   | —                                                                                           | Svetlana Ishmuratova · Rusia · 36:07,9                                               |
| 12,5 km salida en grupo (22.03) | Albina Ajatova · Rusia · 37:15,8                                                                  | Svetlana Ishmuratova · Rusia · 37:18,5                                                      | Sandrine Bailly Francia 37:26,7                                                      |
| Relevos 4 × 6 km (20.03)        | Rusia · Albina Ajatova · Svetlana Ishmuratova · Galina Kukleva · Svetlana Chernousova · 1:24:34,4 | Ucrania · Oxana Jvostenko · Iryna Merkushina · Oxana Yakovlieva · Olena Petrova · 1:25:58,2 | Alemania · Simone Denkinger · Uschi Disl · Kati Wilhelm · Martina Glagow · 1:26:39,7 |

## Medallero
| Núm. | País            | Oro | Plata | Bronce | Total |
| ---- | --------------- | --- | ----- | ------ | ----- |
| 1    | Alemania        | 3   | 2     | 2      | 7     |
| 2    | Noruega         | 3   | 1     | 1      | 5     |
| 3    | Rusia           | 2   | 2     | 1      | 5     |
| 4    | Francia         | 2   | 0     | 2      | 4     |
| 5    | República Checa | 1   | 0     | 2      | 3     |
| 6    | Ucrania         | 0   | 2     | 0      | 2     |
| 7    | Bielorrusia     | 0   | 1     | 1      | 2     |
| 7    | Finlandia       | 0   | 1     | 1      | 2     |
|      | TOTAL           | 11  | 9     | 10     | 30    |